# Pajtás Ernő
bankói Pajtás Ernő (Miskolc, 1896. október 25. – Grabenstätt, 1950. december 5.) a Koronaőrség utolsó parancsnoka.

## Életpályája
A kismartoni császári és királyi katonai főreáliskola elvégzése után 1914–1915 között a bécsújhelyi császári és királyi katonai akadémián tanult. 1915. augusztus 18-án hadnagy lett a császári és királyi 34. gyalogezrednél. Részt vett az első világháborúban, majd a honvédség csapattisztje volt Egerben. 1917-ben főhadnagy lett. 1919-ben a Magyar Vörös Hadseregben teljesített szolgálatot. 1919–1921 között a Nemzeti Hadsereg, illetve a Magyar Honvédség kötelékébe kerülve az Abaúj-Torna vármegyei katonai parancsnokságnál volt. 1921–1924 között a miskolci 7. vegyes dandár parancsnokságon beosztott tiszt volt. 1924-ben a 14. honvéd gyalogezred parancsnoka volt. 1924–1925 között Egerben elvégezte az ún. Szabályismertető Tanfolyamot. 1925-ben százados lett. 1925. augusztus 1-én Budapesten a 2. honvéd gyalogezred parancsnoka lett. 1928–1935 között a 2. kiképző zászlóalj 1. század parancsnoka volt Kiskunhalason. 1934–1935 között a törzstiszti tanfolyam hallgatója volt. 1935–1937 között a 3. kiképző zászlóalj parancsnoka volt Esztergomban. 1945 után külföldön élt.
1937. augusztus 1-én lett a Honvéd Koronaőrség tisztje (1939-től alezredesi, 1942-től ezredesi rangban), 1943–1945 között parancsnoka volt Batizfalvy Máriássy László után. 1944-ben a Szent Korona a Szent Jobbal együtt Veszprémbe, 1945-ben Kőszegre került. Salzburg közelében lévő Mattsee községben 1945. április 26-án elásatta. Hadifogságba esett; 1945 nyarán elárulta a Korona hollétét.
1993 szeptemberében hamvait Magyarországra hozták, és a sitkei Római Katolikus templomban búcsúztatták. Végső nyughelye, a Farkasréti temetőben található (9/1-1-11/12.). Sírját magyar színű szalag díszíti; jelentős szerepe volt a magyar nemzet történelmében. Posztumusz vezérőrnagy lett.

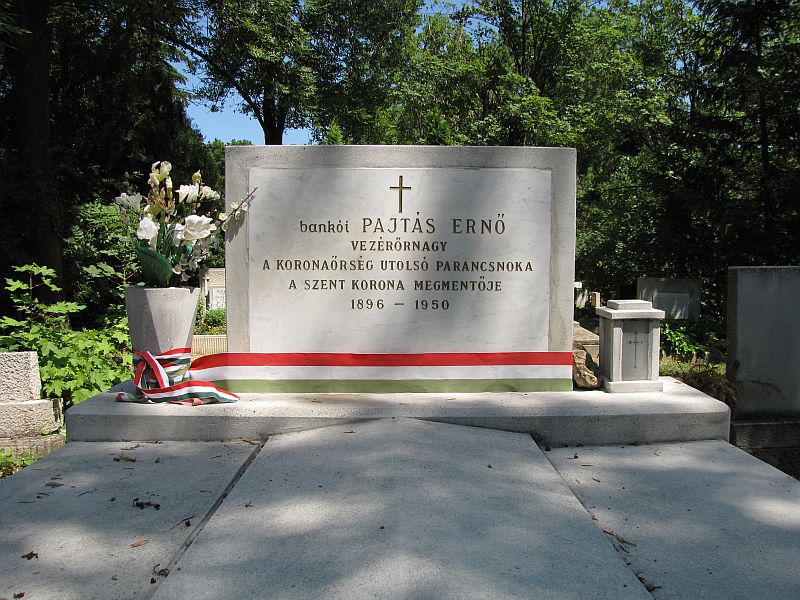
Sírja Budapesten a Farkasréti temetőben: 9/1-1-11/12.

## Díjai, kitüntetései
- Pius-rend lovagkeresztje (1939)